# Sojusz Lewicy Demokratycznej
Der Sojusz Lewicy Demokratycznej („Bund der Demokratischen Linken“), kurz SLD, war eine 1991 entstandene Partei in Polen mit  sozialdemokratischer Ausrichtung.
Insgesamt vier Ministerpräsidenten kamen aus den Reihen des SLD, ein weiterer parteiloser führte außerdem eine SLD-Regierung an. Zwischen 1995 und 2005 stellte der SLD überdies mit Aleksander Kwaśniewski den Staatspräsidenten. Nachdem die Partei bei der Parlamentswahl 2015 kein Mandat im Sejm hatte erringen können, zog sie 2019 im Rahmen des  Wahlbündnisses Lewica mit 24 Sitzen wieder in den Sejm ein. 2021 fusionierte sie mit ihrem Partner aus dem Wahlbündnis von 2019, der Partei Wiosna, zum Parteienbündnis Nowa Lewica („Neue Linke“). Reste selbstständiger Organisation (Faktionismus) wurden aber erst Mitte 2025 abgeschafft.

## Geschichte

### 1991 bis 1995
Zu ihren Vorgängern gehört die ehemals regierende marxistisch-leninistische Partei der Volksrepublik Polen, die Polska Zjednoczona Partia Robotnicza (PZPR).
Der SLD wurde 1991 als Wahlbündnis aus etwa dreißig Gruppierungen gebildet, darunter der Socjaldemokracja Rzeczypospolitej Polskiej (SdRP) als unmittelbarer Nachfolgepartei der kommunistischen Polska Zjednoczona Partia Robotnicza sowie des Ogólnopolskie Porozumienie Związków Zawodowych (OPZZ).
Bei den Parlamentswahlen 1991 wurde der SLD mit 12,0 Prozent der Stimmen zweitstärkste Fraktion nach der Unia Demokratyczna (UD) von Ministerpräsident Tadeusz Mazowiecki mit 12,3 Prozent der Stimmen. Trotz des relativen Erfolges wurde er jedoch von allen Koalitionsoptionen ausgeschlossen, da er als postkommunistische Partei als nicht koalitionsfähig galt. Bei den vorgezogenen Parlamentswahlen 1993 wurde der SLD schließlich mit 20,4 Prozent der Stimmen stärkste Kraft und bildete zusammen mit der agrarischen Polskie Stronnictwo Ludowe (PSL) eine Regierungskoalition. Ministerpräsident wurde der Vorsitzende der PSL, Waldemar Pawlak. Obwohl beide Gruppierungen nur auf 35,8 Prozent der Stimmen kamen, stellten sie mit 303 von 460 Mandaten fast zwei Drittel der Abgeordneten und konnten somit mit komfortabler Mehrheit regieren. Die große Diskrepanz zwischen Stimmen- und Mandatsanteil resultierte aus der hohen Zahl nicht repräsentierter Stimmen, da zahlreiche, vor allem Parteien des Post-Solidarność-Lagers, an der Sperrklausel gescheitert waren. Die Koalition zwischen dem SLD und der PSL mag zwar aufgrund der gemeinsamen Vergangenheit als Blockparteien der Volksrepublik Polen nahe liegen, jedoch war es vermutlich mehr der Wille zur Regierungsbeteiligung, als inhaltliche Gemeinsamkeiten, die die Koalition bis zum Ende der Legislaturperiode zusammenhielt.

### 1995 bis 2005
Nachdem Pawlak in einem Misstrauensvotum abgewählt worden war, wurde am 15. März 1995 Józef Oleksy vom SLD zum Regierungschef ernannt. Nach Anschuldigungen durch einen Minister der eigenen Regierung – des Innenministers Andrzej Milczanowski – wegen angeblicher Spionagetätigkeiten für Russland, trat Oleksy jedoch am 26. Januar 1996 zurück. Sein Nachfolger wurde Włodzimierz Cimoszewicz, der die Regierung bis zum 17. Oktober 1997 führte.

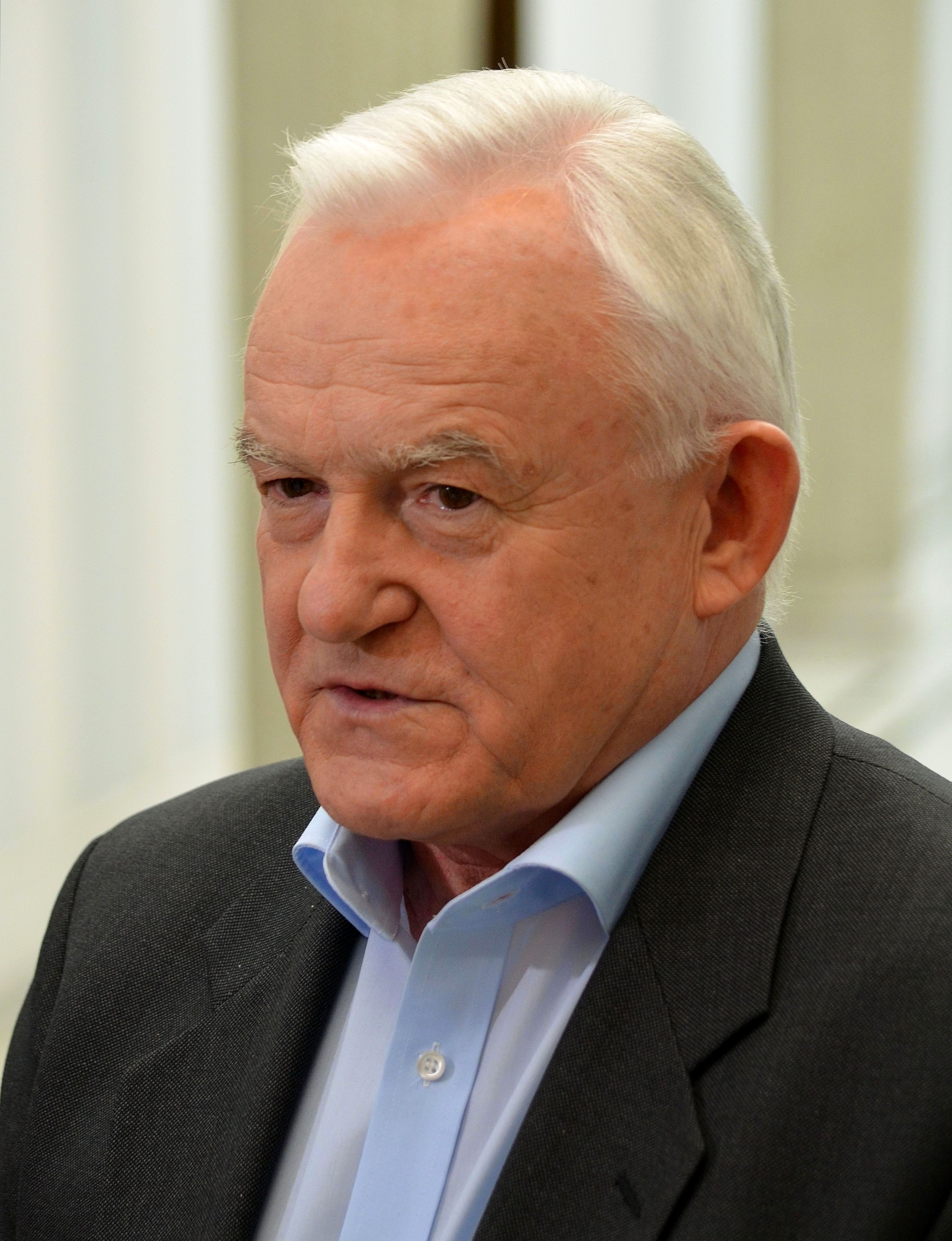
Leszek Miller (Ministerpräsident 2001 bis 2004, Parteivorsitzender 1999 bis 2004 und 2011 bis 2016)

Bei den Parlamentswahlen 1997 konnte der SLD zwar mit 27,1 Prozent der Stimmen einen erneuten prozentualen Erfolg einfahren, musste jedoch im Verhältnis trotzdem sieben Sitze abgeben, wodurch er 164 statt 171 Mandate erhielt. Durch den Zusammenschluss des Post-Solidarność-Lagers zur Akcja Wyborcza Solidarność (AWS) gelang es den noch 1993 gescheiterten Parteien nun, mit 33,8 Prozent gemeinsam die Mehrheit der Stimmen zu erzielen.
Während der Legislaturperiode beschloss das Wahlbündnis, sich in eine Partei umzuwandeln. Die SdRP wurde aufgelöst (wohl nicht zuletzt, um nicht weiterhin als Rechtsnachfolgerin der PZPR zur Verantwortung gezogen werden zu können) und am 18. und 19. Dezember 1999 in Warschau ein Kongress abgehalten, bei dem das Wahlbündnis in eine reguläre Partei umgewandelt wurde. Erster Vorsitzender des SLD wurde Leszek Miller. Nachdem der SLD dank eines Bündnisses mit der linken Unia Pracy (UP) bei der Parlamentswahl 2001 mit 41 Prozent der Stimmen einen deutlichen Sieg eingefahren hatte, wurde Miller zum Ministerpräsidenten einer Koalitionsregierung mit der UP und der PSL gewählt. Nach dessen Rücktritt, kurz nach dem Beitritt Polens zur Europäischen Union am 1. Mai 2004, wurde der parteilose Wirtschaftswissenschaftler Marek Belka sein Nachfolger.
Ebenfalls 2004 spaltete sich während einer tiefen politischen Krise zudem ein Teil der Partei unter Führung des damaligen Sejmmarschalls Marek Borowski ab und gründete die Socjaldemokracja Polska (SdPL). Andere Politiker verließen den SLD, um der sich neu formierten sozialliberalen Partei Partia Demokratyczna (PD) beizutreten, die aus der liberalen Unia Wolności (UW) hervorgegangen war.
Im Dezember 2004 wählten die Delegierten in einer Kampfabstimmung zwischen Krzysztof Janik und Józef Oleksy, der bereits von 1995 bis 1996 Ministerpräsident gewesen war, letzteren zu ihrem Vorsitzenden. Doch im Mai 2005 trat das gesamte Präsidium und der Vorstand der Partei zurück, was im Juni zu einem umfassenden Generationenwechsel führte. Der ehemalige Landwirtschaftsminister Wojciech Olejniczak strebte danach als neuer Vorsitzender eine Reintegration des SLD in die Parteienlandschaft an. Zu diesem Zweck setzte er durch, dass auf den Wahllisten des SLD keine ehemaligen Parteikader der PZPR mehr zu finden waren. Olejniczak war selbst der erste Parteivorsitzende, der nicht zuvor Mitglied der PZPR gewesen war. Neben den parteiinternen Querelen war die Legislaturperiode darüber hinaus auch von zahlreichen Korruptionsaffären und Skandalen geprägt, so dass die Partei bei der Parlamentswahl 2005 drastisch abgestraft wurde und auf nur noch 11,3 Prozent der Stimmen kam.

### 2005 bis 2021
Für die Parlamentswahlen 2007 ging der SLD schließlich ein Wahlbündnis mit der UP, der SdPL und der PD ein. Gemeinsam traten die Parteien unter der Bezeichnung Lewica i Demokraci (LiD) zur Wahl an. Spitzenkandidat dieses Wahlbündnisses war der ehemalige polnische Staatspräsident Aleksander Kwaśniewski vom SLD. Am Ende erreichten die Parteien allerdings nur 13,15 Prozent der Wählerstimmen und somit 4,5 Prozent weniger als die addierten Wahlergebnisse der Einzelparteien 2005. Das Wahlbündnis wurde 2008 aufgelöst. In einer Kampfabstimmung gegen Olejniczak wurde daraufhin der bisherige Generalsekretär Grzegorz Napieralski zum neuen Vorsitzenden des SLD gewählt.

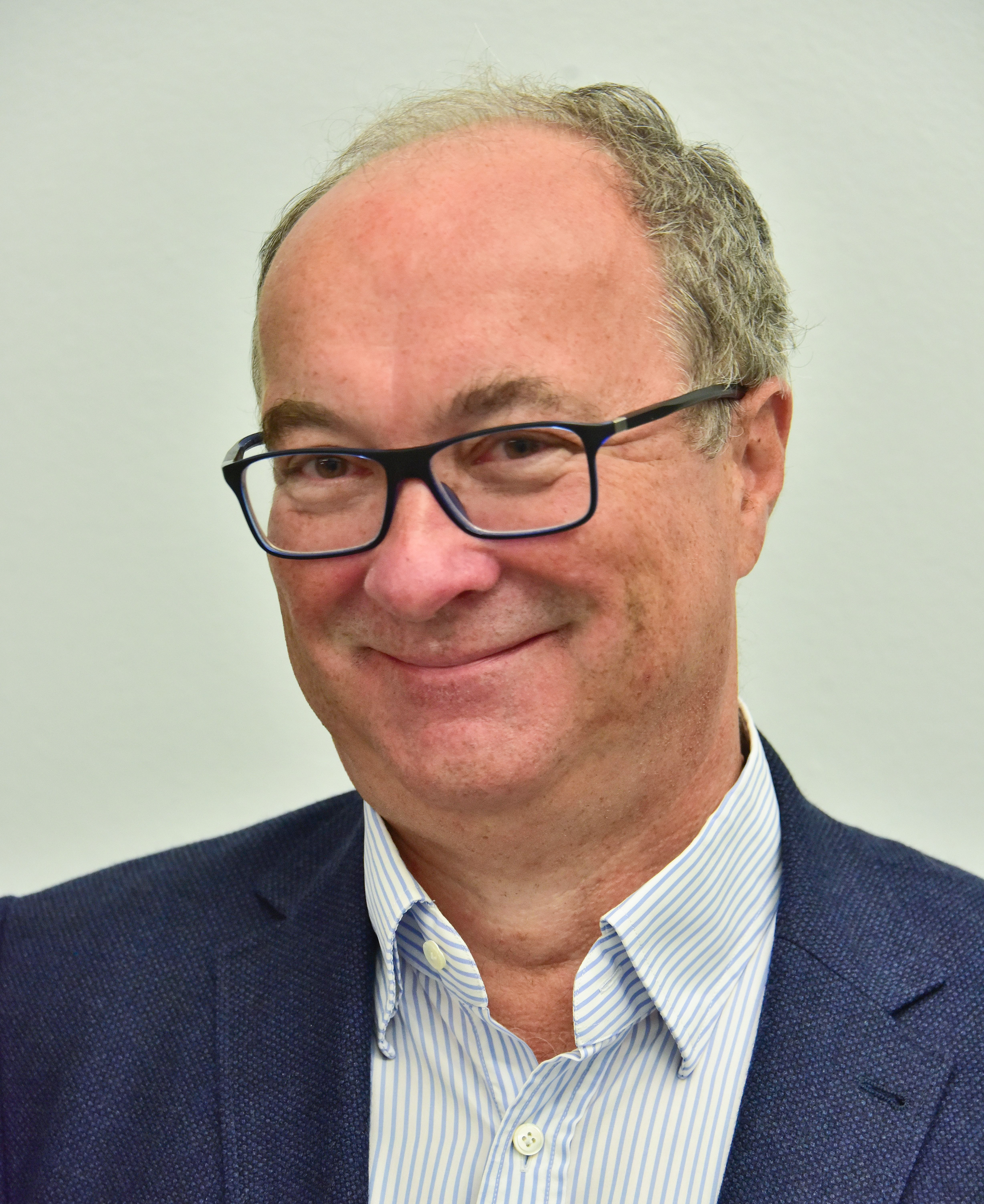
Włodzimierz Czarzasty (Parteivorsitzender 2016 bis 2021)

Bei den Parlamentswahlen 2011 erzielte der SLD das bisher schlechteste Ergebnis seiner Geschichte. Die Partei erhielt nur 1.184.303 Stimmen und zog mit nur 8,24 Prozent als schwächste vertretene Partei in den Sejm ein. Am 10. Oktober erklärte Napieralski daraufhin seinen Rücktritt. Leszek Miller wurde anschließend zum Vorsitzenden der Fraktion und am 10. Dezember 2011 erneut zum Vorsitzenden des SLD gewählt. Miller schlug in der Folge die politisch unerfahrene Historikerin und Fernsehmoderatorin Magdalena Ogórek als Kandidatin für die Präsidentschaftswahl 2015 vor. Bei diesen erreichte Ogórek am 10. Mai 2015 im ersten Wahlgang nur den fünften Platz mit 2,38 Prozent der Stimmen.
Bei den Parlamentswahlen 2015 trat der SLD angesichts schlechter Umfragewerte zusammen mit anderen linken Parteien wie Twój Ruch (TR) und den polnischen Grünen der Partia Zieloni (PZ) als Wahlbündnis Zjednoczona Lewica (ZL) an. Mit einem Ergebnis von nur 7,55 Prozent der Stimmen unterbot das Wahlbündnis jedoch sogar das Ergebnis des SLD von 2011. Aufgrund der in Polen geltenden Acht-Prozent-Hürde für Wahlbündnisse erzielte der SLD somit erstmals seit 1991 kein einziges Mandat im Sejm.
Leszek Miller, der wegen der Nominierung der erfolglosen Präsidentschaftskandidatin Ogórek und seinem Widerwillen bei der Bildung des Wahlbündnisses parteiintern unter Kritik stand, hatte noch vor den Parlamentswahlen angekündigt, bei der turnusmäßigen Wahl um den Parteivorsitz nicht mehr kandidieren zu wollen. Sein Nachfolger wurde nach einer Stichwahl im Januar 2016 Włodzimierz Czarzasty, ein Verleger und Regionalvorsitzender der Partei, der nie zuvor ein Mandat innehatte. Anfang 2017 wurde ein neues Programm beschlossen.
Bei den Parlamentswahlen 2019 traten die linksliberale Wiosna und die demokratisch-sozialistische Lewica Razem unter dem gemeinsamen Namen Lewica auf Listenplätzen der SLD an. Czarzasty wurde danach für seine Fraktion zum Vizevorsitzenden des Parlaments gewählt.

### Nowa Lewica
Nach den Wahlen begannen erste Aktivitäten hin zu einer Vereinigung der im Wahlbündnis vereinigten Parteien. Im Dezember 2019 veröffentlichten die Parteiführungen der SLD und der Partei Wiosna konkrete Pläne zum Zusammengehen in einer neu zu gründenden gemeinsamen Partei. Am 27. Januar 2020 wurde die Namensänderung der SLD in Nowa Lewica bekannt gegeben, am 11. Juni 2021 die Auflösung der Partei Wiosna. Am 9. Oktober 2021 fand der erste Parteitag der neuen Partei statt, auf dem die ehemaligen Vorsitzenden der SLD und von Wiosna, Włodzimierz Czarzasty und Robert Biedroń, zu den beiden Vorsitzenden von Nowa Lewica gewählt wurden. Das Zusammengehen von Postkommunisten und Neulinken war intern umstritten. So opponierte Ex-Parteichef Miller dagegen. Ab 2021/2022 nutzte eine Faktion der Lewica erneut das Kürzel SLD (diesmal als politische Gemeinschaft – Stowarzyszenie); bei den Selbstverwaltungswahlen in Polen 2024 verwendeten dann einige Kandidaten der Lewica das alte Emblem aus Traditions- und Marketinggründen. Bei der Parlamentswahl 2023 erzielte die paritätische Sammlungsliste der Linken um Nowa Lewica 8,61 %. Am Kabinett Tusk III, der ersten Regierungsbeteiligung der Linken nach 18 Jahren, beteiligte sich die selbstständige Linkspartei Razem nicht. Später wechselten einige ihrer Kader zur Nowa Lewica. Die gemeinsame Parlamentsfraktion zerbrach im Herbst 2024. Als Zeichen der andauernden Zersplitterung der polnischen Linken wurde außerdem gewertet, dass bei der Präsidentschaftswahl 2025 drei Linkspolitiker antreten: Magdalena Biejat (Nowa Lewica, ex-Razem), Adrian Zandberg (Razem) und Joanna Senyszyn (SLD) nachdem ein Vertreter von Unia Pracy, Waldemar Witkowski, zurückgezogen hatte. Bei Präsidentschaftswahlen schnitt die Linke in Polen nach dem starken Ergebnis von Kwaśniewski 2000 bisher immer schwach ab. Mit knapp 5 % konnte 2025 lediglich Zandberg ein gemessen an Umfragen und Erwartungen respektables Ergebnis einfahren, das zur Konsolidierung von Razem beitragen soll. Biejat erreichte als offizielle Kandidatin der Nowa Lewica 4 %. Im Gegensatz zu Zandberg sprach sie sich anschließend eindeutig für die Unterstützung Trzaskowskis (KO) in der Stichwahl aus.
Eine faktische Verschmelzung von Ex-SLD und Wiosna kam erst nach dem Ausscheiden von Razem aus der gemeinsamen Sejm-Fraktion der Linken (Herbst 2024) auf einem Parteitag Mitte 2025 zustande. Zuvor waren die regionalen Vorstände noch paritätisch besetzt und die Partei hatte eine Doppelspitze.

## Parteivorsitzende
- Leszek Miller, 15. April 1999 – 6. März 2004
- Krzysztof Janik, 6. März 2004 – 18. Dezember 2004
- Józef Oleksy, 18. Dezember 2004 – 29. Mai 2005
- Wojciech Olejniczak, 29. Mai 2005 – 31. Mai 2008
- Grzegorz Napieralski, 31. Mai 2008 – 10. Dezember 2011
- Leszek Miller, 10. Dezember 2011 – 23. Januar 2016
- Włodzimierz Czarzasty, 23. Januar 2016 – 9. Oktober 2021

## Vorfeldorganisationen
Seit 2001 besteht die Vereinigung „Ordynacka“ als formelle Interessengemeinschaft überwiegend postkommunistischer Politiker. Sie hatte 2003 etwa 5000 Mitglieder und ist nach einer Warschauer Straße benannt, an der das Studentenwohnheim liegt, in dem die Kader während des Studiums gewohnt hatten. Ihr gehören sämtliche Ex-Ministerpräsidenten des SLD sowie der ehemalige Präsident Kwaśniewski an, außerdem Personen aus dem Wirtschaftsleben. Die meisten waren Mitglied der Studentenorganisation der Staatspartei PZPR. Aktueller Vorsitzender ist seit Mai 2023 der ehemalige Bildungsminister Dariusz Wieczorek (Kabinett Tusk III).

## Wahlergebnisse

### Wahlergebnisse bei Parlamentswahlen
- 1991: 12,0 %
- 1993: 20,4 %
- 1997: 27,1 %

- 2001: 41,0 % (im Wahlbündnis mit der Unia Pracy)
- 2005: 11,3 %
- 2007: 13,2 % (im Wahlbündnis mit der Unia Pracy und der Socjaldemokracja Polska als Lewica i Demokraci)
- 2011: 8,2 %
- 2015: 7,5 % (im Wahlbündnis mit den Twój Ruch, den Zieloni und der Polska Partia Socjalistyczna als Zjednoczona Lewica)
- 2019: 12,6 % (im Wahlbündnis mit Wiosna und Razem)
- 2023: 8,6 % (im Wahlbündnis mit Razem)

### Wahlergebnisse bei Präsidentschaftswahlen
- 1990: 9,21 % (Vorgängerpartei Socjaldemokracja Rzeczypospolitej Polskiej)
- 1995: 35,1 % (im ersten Wahlgang), 51,7 % (in der Stichwahl)
- 2000: 53,9 % (im Wahlbündnis mit der Unia Pracy)
- 2005: 10,3 % (im Wahlbündnis mit den Zieloni, der Unia Pracy und der Socjaldemokracja Polska)
- 2010: 13,7 %
- 2015: 2,4 %
- 2020: 2,2 % (im Wahlbündnis mit Wiosna, Razem und der Polska Partia Socjalistyczna)